# Penguin Café Orchestra
Het Penguin Café Orchestra was een losse verzameling van verschillende musici met aan het hoofd de Engelsman Simon Jeffes (1949-1997).

## Introductie
Simon Jeffes kreeg interesse in etnische muziek en de relatieve vrijheid die musici daarin hebben, en besloot dat hij zijn werk wilde bezielen met dezelfde directheid en geestdrift. Het geluid van het Penguin Café Orchestra (PCO) is moeilijk in een hokje te plaatsen, maar bevat elementen van uitbundige volksmuziek, vermengd met de minimalistische, herhalende compositiestijl van Philip Glass.
Jeffes beschrijft als volgt hoe het idee van het PCO tot hem kwam: "Ik was in Zuid-Frankrijk op het strand aan het zonnebaden en plotseling kwam er in mijn hoofd een gedicht op. Het begon: 'Ik ben de eigenaar van het Pinguïncafé, ik zal je willekeurige dingen vertellen' en het ging door over hoe de kwaliteit van de willekeurigheid, spontaniteit, verrassing, onverwachtheid en irrationaliteit heel kostbaar is in onze levens. En als je die onderdrukt om een net, ordelijk leven te hebben, maak je dood wat het belangrijkste is. Terwijl je onbewuste in het Pinguïncafé er gewoon kan zijn. Het wordt daar aanvaard, en dat is zoals iedereen is. Er is daar een aanvaarding die te maken heeft met leven in het heden zonder angst in onszelf."
Alleen Jeffes en cellist en medeoprichter Helen Liebmann waren vaste leden van het PCO; andere musici werden aangetrokken voor wat nodig was voor bepaalde stukken of uitvoeringen.
Ze speelden hun eerste concert in 1977 als voorprogramma voor Kraftwerk in het Roundhouse. Verder toerden ze over de wereld en speelden op verschillende muziekfestivals en gelegenheden op de Londense South Bank.
Hun muziek is gebruikt in diverse reclamespots.
Hun beroemdste nummer is Telephone & Rubber Band, dat gebruikmaakt van een loop met een telefoon-oproeptoon en bezettoon door elkaar. Het nummer is onder andere gebruikt als openingsmelodie voor het programma De Klaaglijn van Radio STAD Amsterdam. Een ander bekend nummer is Music for a Found Harmonium, dat inmiddels tot een standaard in de folkwereld is geworden, onder andere in de versie van Patrick Street. Dat nummer werd ook gebruikt als indicatief voor Belga Sport, de reeks sporthistorische documentaires die Woestijnvis voor de VRT maakte.
Het PCO maakte opnamen en trad op gedurende 24 jaar totdat Jeffes overleed aan een hersentumor in 1997. In 2009 richtte zijn zoon Arthur Jeffes het muziekcollectief Penguin Cafe op. Initieel was dit om de muziek van het Penguin Cafe Orchestra opnieuw uit te voeren, maar het initiatief bleef bestaan en produceert ook eigen albums.

## Discografie
- 1976: Music From The Penguin Café
- 1981: Penguin Café Orchestra
- 1984: Broadcasting From Home
- 1987: Signs Of Life
- 1988: When In Rome...
- 1990: 'Still Life' At The Penguin Café
- 1993: Union Café
- 1995: Concert Program

### Verzamelalbums
- 1996: Preludes, Airs & Yodels (A Penguin Cafe Primer)
- 2001: A Brief History
- 2001: History

### Overige albums
- Piano Music - Simon Jeffes' solonummers, verzameld na zijn dood